# تلفزيون الكويت 1 (قناة تلفزيونية)
قناة الكويت الأولى، قناة تلفزيونية كويتية ضمن شبكة قنوات تلفزيون الكويت التابعة لوزارة الأعلام، تعتبر القناة الأولى التي تمّ من خلالها القيام بأول بث تلفزي وكان ذلك في تاريخ 15 نوفمبر 1961.

## البرامج
تقدم القناة الأولى في تلفزيون الكويت عدداً من البرامج المنوعة الموجهة للشعب الكويتي على غرار أغلب القنوات الرسمية بالإضافة للمواد الترفيهية كالمسلسلات ومواد النشرات الإخبارية وما إلى ذلك ومن بعض البرامج:
- برنامج ليالي الكويت
- برنامج في 24 ساعة تقديم أميرة نجم
- برنامج مسا الخير يا كويت
- برنامج صباح الخير يا كويت
- برنامج شاي الضحى
- برنامج الليلة تقديم إيمان نجم
- برنامج معاكم
- برنامج GPS تقديم حسين بوقريص
- برنامج مانشيت الصحافة
- برنامج هني في مطبخي
- برنامج الفقه الميسر
- برنامج حدث في مثل هذا اليوم
- برنامج صور من الماضي
- برنامج المؤشر
- برنامج طلعة بحر
- برنامج مشروعي